# دلبر زیبا
دلبر زیبا (به هندی: Haseen Dillruba) یا معشوق زیبا (به انگلیسی: Beautiful Beloved) فیلمی هندی محصول سال ۲۰۲۱ و به کارگردانی وینیل متیو است. در این فیلم بازیگرانی همچون تاپسی پانو، ویکرانت مسی، هارشواردان رانه، آدیتا سیرواستاو و شیواجی ساتام ایفای نقش کرده‌اند.